# Abschnittsbefestigung Altenburg (Trappstadt)

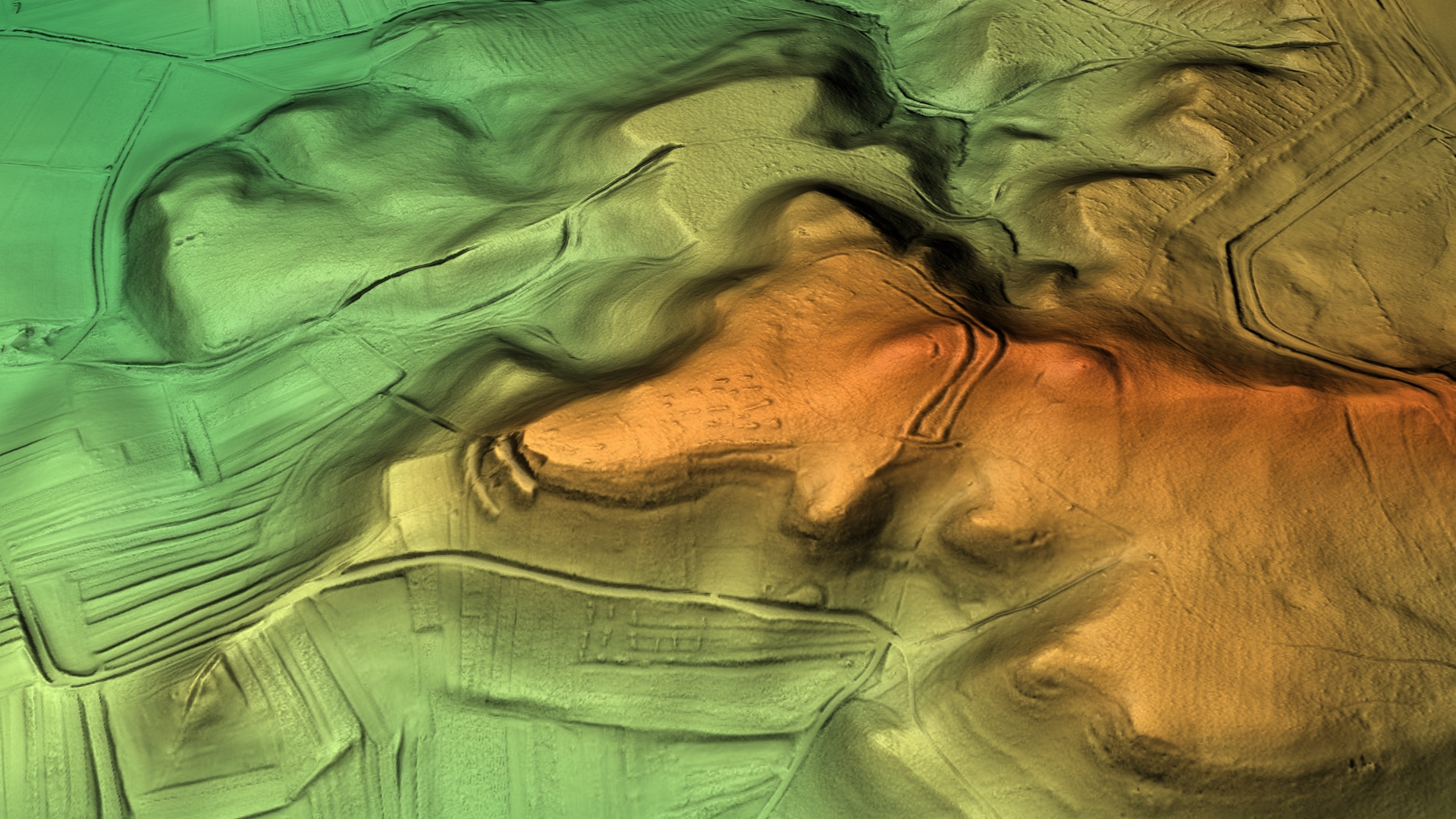
3D-Ansicht des digitalen Geländemodells

Die Abschnittsbefestigung Altenburg ist eine abgegangene frühmittelalterliche Abschnittsbefestigung im Naturschutzgebiet „Altenburg“ etwa 1300 Meter ostsüdöstlich vom Schloss Trappstadt in Trappstadt im Landkreis Rhön-Grabfeld in Bayern.
Von der ehemaligen Burganlage sind noch Wall- und Grabenreste erhalten.